# Grundtjärnen (Norra Ny socken, Värmland, 671032-136689)
Grundtjärnen är en sjö i Torsby kommun i Värmland och ingår i Göta älvs huvudavrinningsområde.